# Mošenik (Sava)
Mošenik je potok, ki se v bližini naselja Mošenik kot levi pritok izliva v reko Savo.